# Дравачехи
Дравачехи (на унгарски: Drávacsehi) е село в окръг Бараня, Унгария.
Българската армия през Втората Световна Война участва в Дравската операция, която се провежда на територията на селата по поречието на река Драва - Дравасоболч, Дравапалконя и Дравачехи. Селото е познато в България и под името Драва Чех.

## Памет
На името на селото е наречена улица „Драва Чех“ във Варна.